# Traité de Turin (1860)
Pour les articles homonymes, voir Traité de Turin.

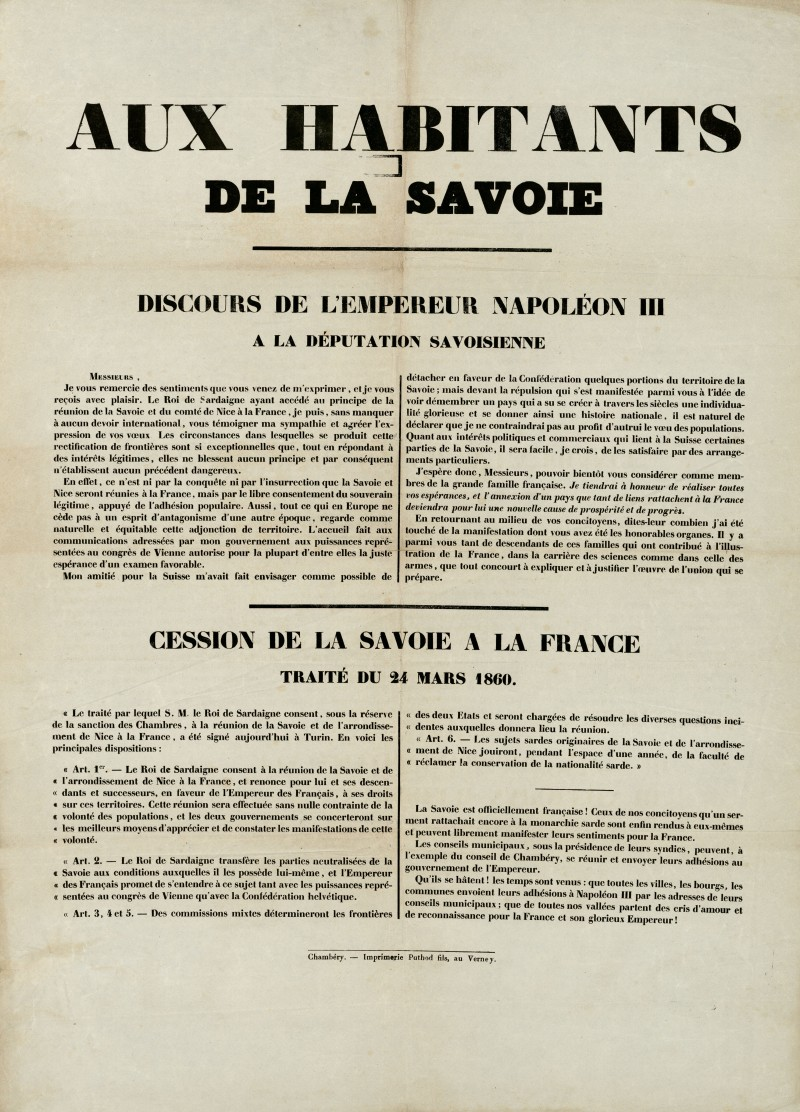
Affiche reprenant le texte du traité de Turin.

Le traité de Turin du 24 mars 1860 officialise l'annexion des duché de Savoie et comté de Nice, qui sont cédés (même si le terme de « réunion » est utilisé dans le traité) à l'Empire français par le royaume de Sardaigne.

## Contexte

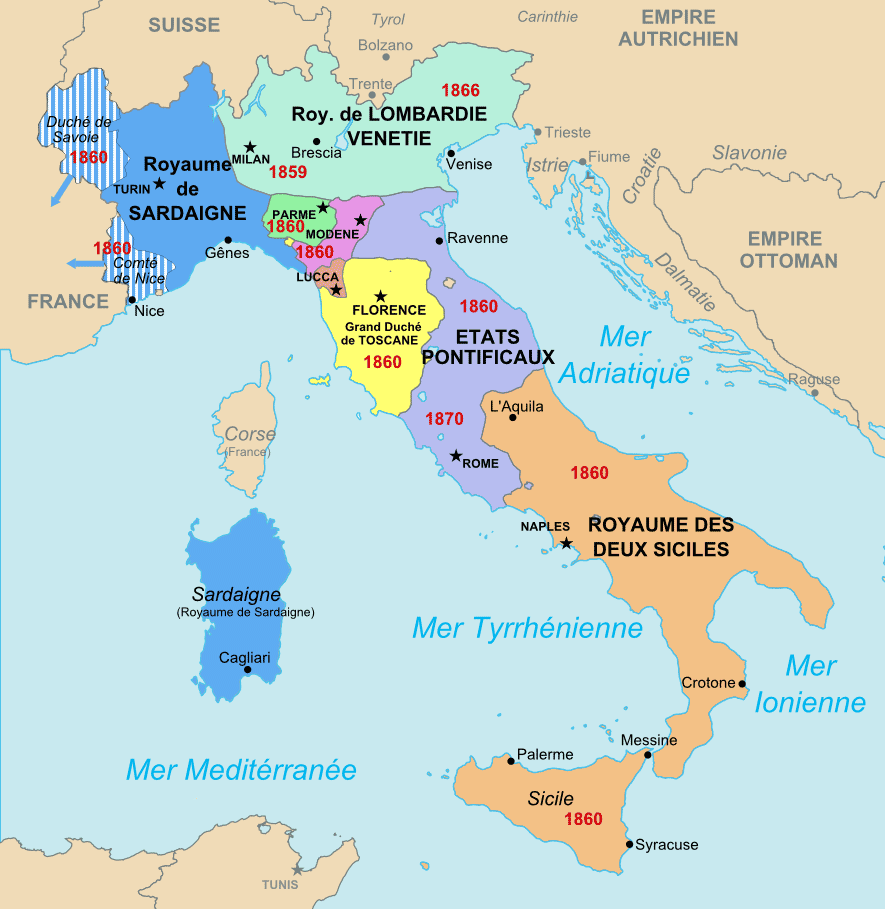
Les États italiens pendant la période du Risorgimento et de l'Annexion de la Savoie en 1860.

Le 21 juillet 1858, le président du Conseil du royaume de Sardaigne, Camillo Cavour, rencontre secrètement l'empereur des Français Napoléon III, alors en cure à Plombières-les-Bains (Vosges). Lors de cette entrevue secrète, Napoléon III accepte d'aider le royaume de Sardaigne à unifier l'Italie, à condition que le pape reste maître de Rome et que le comté de Nice et le duché de Savoie soient cédés à la France.
En avril 1859, l'empire d'Autriche déclare la guerre au royaume de Sardaigne, qui fournit des armes aux Lombards. Les Sardes sont vainqueurs à Palestro (31 mai 1859). Les alliés franco-sardes l'emportent à Montebello (20 mai 1859), puis à Magenta (4 juin 1859) et Solférino (24 juin 1859), mais ces deux dernières victoires donnent lieu à des pertes en hommes importantes. Inquiet, Napoléon III signe l’armistice de Villafranca (11 juillet 1859). Cavour démissionne, et la cession du duché de Savoie et de Nice ne paraît plus être à l'ordre du jour.
Alors que l'Empereur retourne en France, il traverse la Savoie et ses allocutions parlent de la province en ces termes « cette terre à moitié française ». Le 25 juillet 1859, une délégation d'une trentaine de notables chambériens, menée par le docteur Gaspard Dénarié et le journaliste Berthier, envoient une adresse au roi Victor-Emmanuel II de Savoie lui demandant de prendre en compte les vœux de la province ducale : « [...] La Savoie n'est pas italienne et ne peut pas l'être [...] »,. La question d'une réunion à la France continue d'agiter une partie des Savoyards, de même que sont envisagés un maintien de la province dans le royaume sarde ou encore une union à la Suisse, de tout ou partie du territoire savoisien. Cette option est d'ailleurs souhaitée par quelques habitants de la partie Nord du duché, où une pétition circule entre la fin de l'année 1859 et son envoi en mars 1860. Le manifeste, qui reçoit le soutien de l'Angleterre, rassemble 13 651 signatures provenant de 60 communes du Faucigny, 23 du Chablais savoyard et 13 aux environs de Saint-Julien-en-Genevois,,. Face à cette probable partition, la diplomatie s'organise.

## Traité

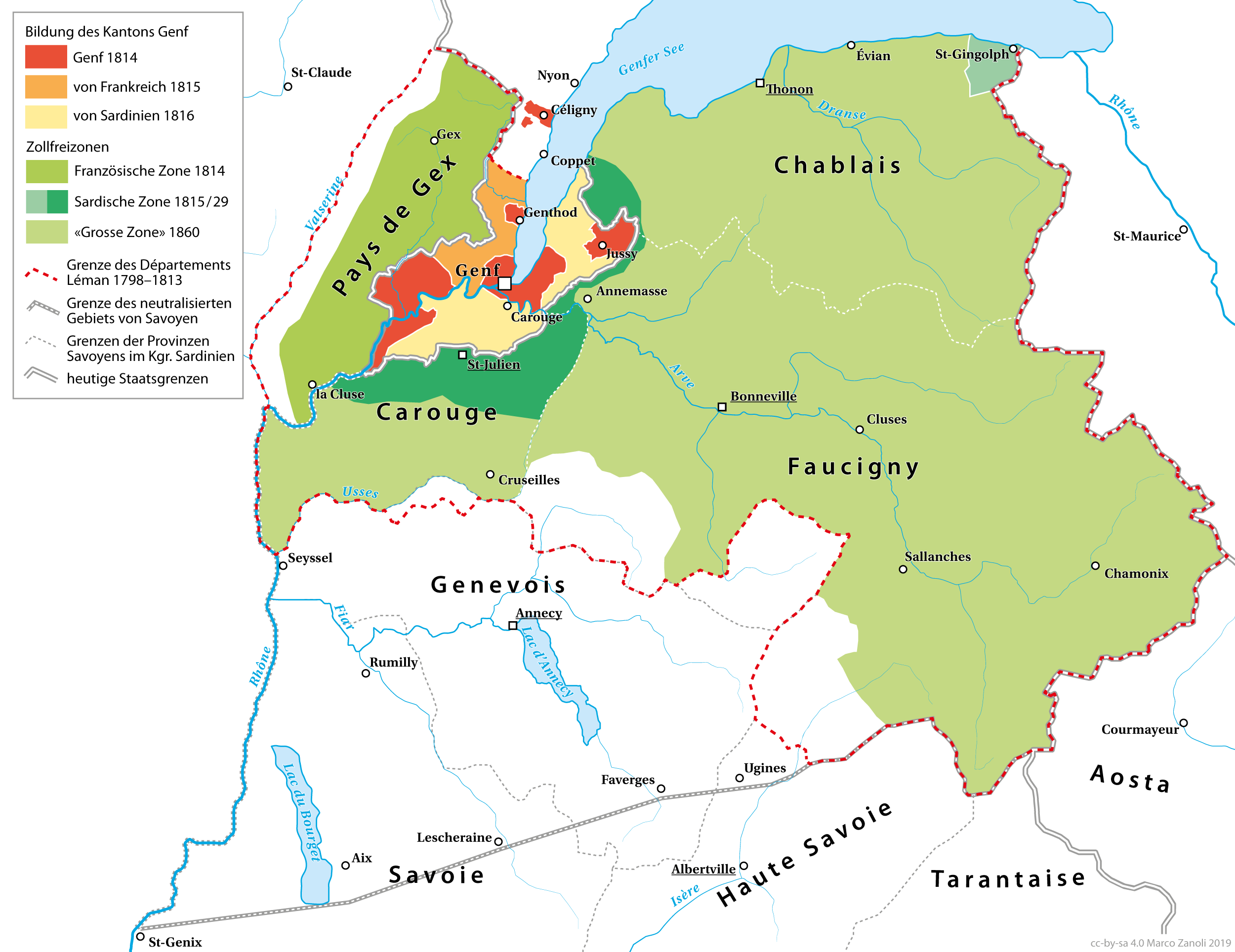
Localisation des zones franches après les traités de Paris de 1815, de Turin de 1816 et 1860.

Le 24 mars 1860, le traité de Turin est signé. Le duché de Savoie se trouve désormais réuni selon l'article 1 du traité (appelée « Annexion » ou depuis les années 1960 « Rattachement ») à la France, mais sous certaines conditions, dont le maintien des zones franches établies en 1815, et sous réserve de l'adhésion des populations (exigences des chancelleries suisse et britannique). Les troupes sardes quittent le duché de Savoie durant le mois de mars.
Le 1er avril, le roi Victor-Emmanuel II délie ses sujets savoisiens de leur serment de fidélité (renonciation royale). On décide d'une date pour le plébiscite, le 22 avril. Afin d'éviter les tensions dans les territoires septentrionaux du duché de Savoie (partisans d'un rattachement à la Suisse), il est décidé d'éditer un bulletin spécial « OUI ET ZONE » qui correspond à la ratification du traité de Turin, accompagné de la création d'une grande zone franche au nord d'une ligne Saint-Genix-sur-Guiers, Le Châtelard, Faverges, Les Contamines-Montjoie. Ce vote est organisé par Napoléon III sur le modèle de suffrage français (hommes ayant atteint la majorité) ; en outre aucune autre option n'est proposée lors de ce plébiscite au peuple savoisien.

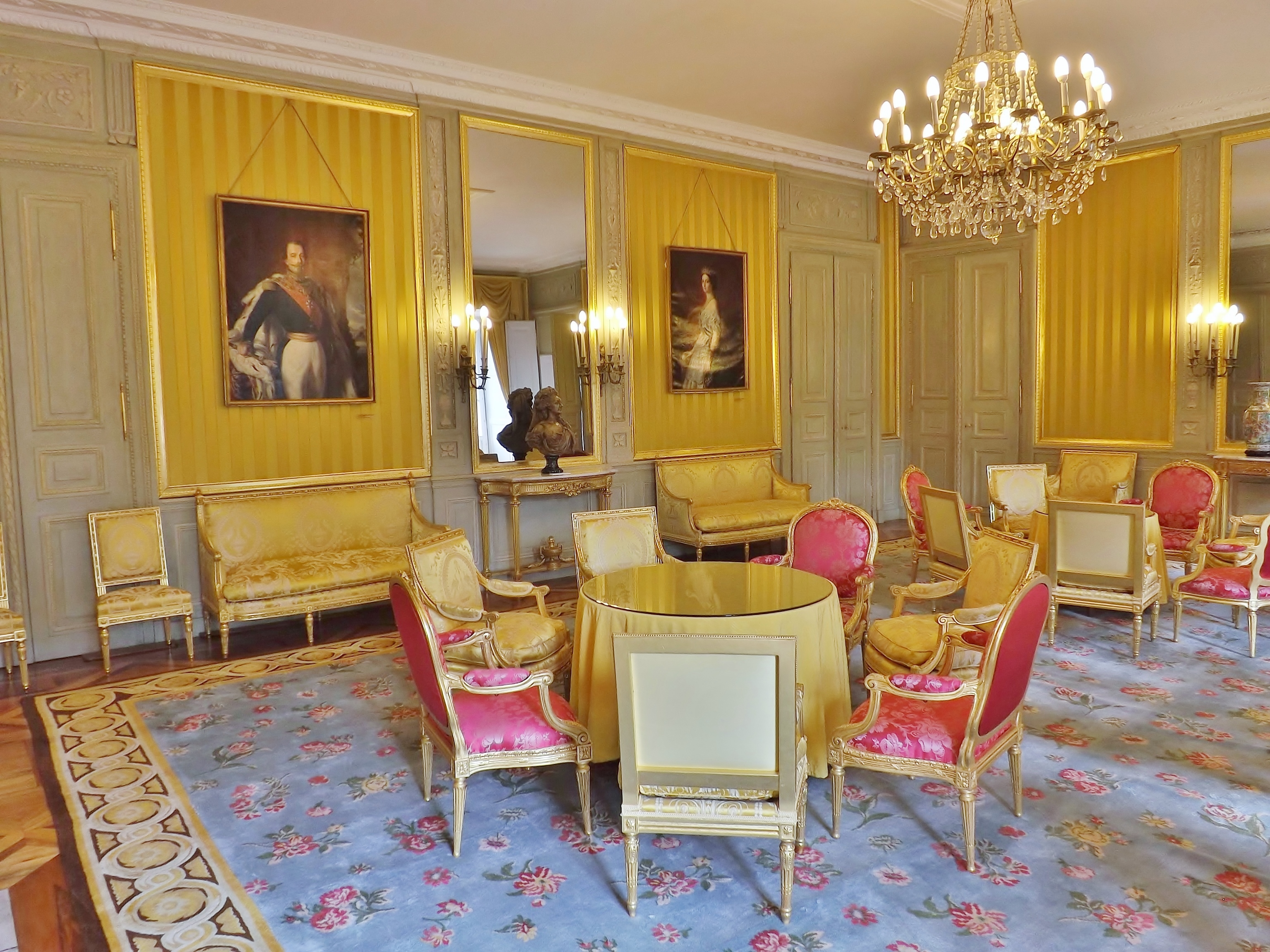
La chambre jaune de l'hôtel du département de la Savoie où fut signé en 1860 l'acte prévoyant la réunion du duché de Savoie à la France. Le mur est orné des portraits de Napoléon III et de l'impératrice Eugénie.

À l'issue de la Première Guerre mondiale, le traité de Versailles permet à l'État français de supprimer la « grande » zone franche établie en 1860 mais il est condamné en 1932 par la Cour permanente de justice internationale pour le non-respect de la « petite » zone franche issue du traité de Paris de 1815 que la France avait supprimée unilatéralement en 1924.
Cependant, en contrepartie, le val d'Aoste et le val de Suse (république des Escartons) restent dans le royaume de Sardaigne, puis en Italie après le plébiscite organisé par Camillo Cavour dans le cadre de l'unité italienne. En ce qui concerne Tende et La Brigue, ces dernières devinrent françaises avec la modification des frontières intervenue à la suite du traité de Paris en 1947.

## Texte
Signé à Turin
24 mars 1860
Au nom de la Très Sainte et indivisible Trinité, Sa Majesté l'Empereur des Français ayant exposé les considérations qui, par suite des changements intervenus dans les relations territoriales entre la France et la Sardaigne, lui ont fait désirer l'annexion (réunion) de la Savoie et de l'arrondissement de Nice (circondario di Nizza) à la France, et Sa Majesté le Roi de Sardaigne s'étant montré disposé à y adhérer, leurs dites Majestés ont décidé de conclure un traité à cet effet, et ont nommé pour leurs plénipotentiaires : Sa Majesté l'Empereur des Français, le Baron de Talleyrand Périgord [...] et M. Benedetti [...] ; et Sa Majesté le Roi de Sardaigne, Son Excellence le Comte Camille Benso de Cavour [...], et son Excellence le Chevalier Charles Louis Farini [...] qui, après avoir échangé leurs pleins pouvoirs en bonne et due forme, sont convenus des articles suivants :–
Art. 1.Sa Majesté le Roi de Sardaigne consent à l'annexion (réunion) de la Savoie et de l'arrondissement de Nice (circondario di Nizza) à la France, et renonce pour lui-même et tous ses descendants et successeurs à ses droits et prétentions sur lesdits territoires. Il est convenu entre Leurs Majestés que cette réunion se fera sans aucune contrainte sur la volonté des populations, et que les Gouvernements de l'Empereur des Français et du Roi de Sardaigne se concerteront dans le plus bref délai sur le meilleur moyen d'apprécier et de constater (constater) les manifestations de cette volonté.
Art. 2. Il est entendu également que Sa Majesté le Roi de Sardaigne ne pourra céder les parties neutralisées de la Savoie qu'aux conditions où il les possède lui-même, et qu'il appartiendra à Sa Majesté l'Empereur des Français de s'entendre à ce sujet aussi bien avec les Puissances représentées au Congrès de Vienne qu'avec la Confédération helvétique, et de leur donner les garanties qui résultent des stipulations visées dans le présent article.
Art. 3. Une commission mixte déterminera, dans un esprit d'équité, les frontières des deux Etats, compte tenu de la configuration des montagnes et de la nécessité de la défense.
Art. 4. Une ou plusieurs commissions mixtes seront chargées d'examiner et de résoudre, dans un bref délai, les diverses questions incidentes auxquelles l'annexion donnera lieu, telles que la décision de la contribution de la Savoie et de l'arrondissement de Nice à la dette publique de la Sardaigne, et l'exécution des obligations résultant des contrats passés avec le Gouvernement sarde, qui s'engage cependant à terminer lui-même les travaux commencés pour le percement d'un tunnel dans les Alpes (Mont Cénia).
Art. 5. Le Gouvernement français tiendra compte, à l'égard des fonctionnaires de l'ordre civil et militaire appartenant par leur naissance à la province de Savoie, ou à l'arrondissement de Nice, et qui deviendront sujets français, des droits qu'ils auront acquis par les services rendus au Gouvernement sarde ; ils jouiront surtout des avantages des nominations à vie dans la magistrature et des garanties assurées à l'armée.
Art. 6. Les sujets sardes originaires de Savoie, ou de l'arrondissement de Nice, ou domiciliés effectivement dans ces provinces, qui voudraient conserver la nationalité sarde, jouiront pendant le délai d'un an, à dater de l'échange des ratifications, et en vertu d'une déclaration préalable faite aux autorités compétentes, de la faculté de déplacer leur domicile en Italie, et de s'y établir, auquel cas leurs qualités de citoyens sardes leur resteront. Ils seront libres de garder leur propriété foncière située sur le territoire annexé à la France.
Art. 7. Pour la Sardaigne, le présent traité deviendra loi dès que la sanction législative nécessaire aura été donnée par le Parlement.
Art. 8. Le présent traité sera ratifié et les ratifications échangées à Turin dans le délai de dix jours, ou plus tôt si possible.
En foi de quoi les plénipotentiaires respectifs l'ont signé et y ont apposé leurs cachets.
Fait en double exemplaire à Turin, le 24 du mois de mars de l'an de grâce 1860.
TALLEYRAND.
BENEDETTI.
CAVOUR.
FARINI.

## Chronologie des événements

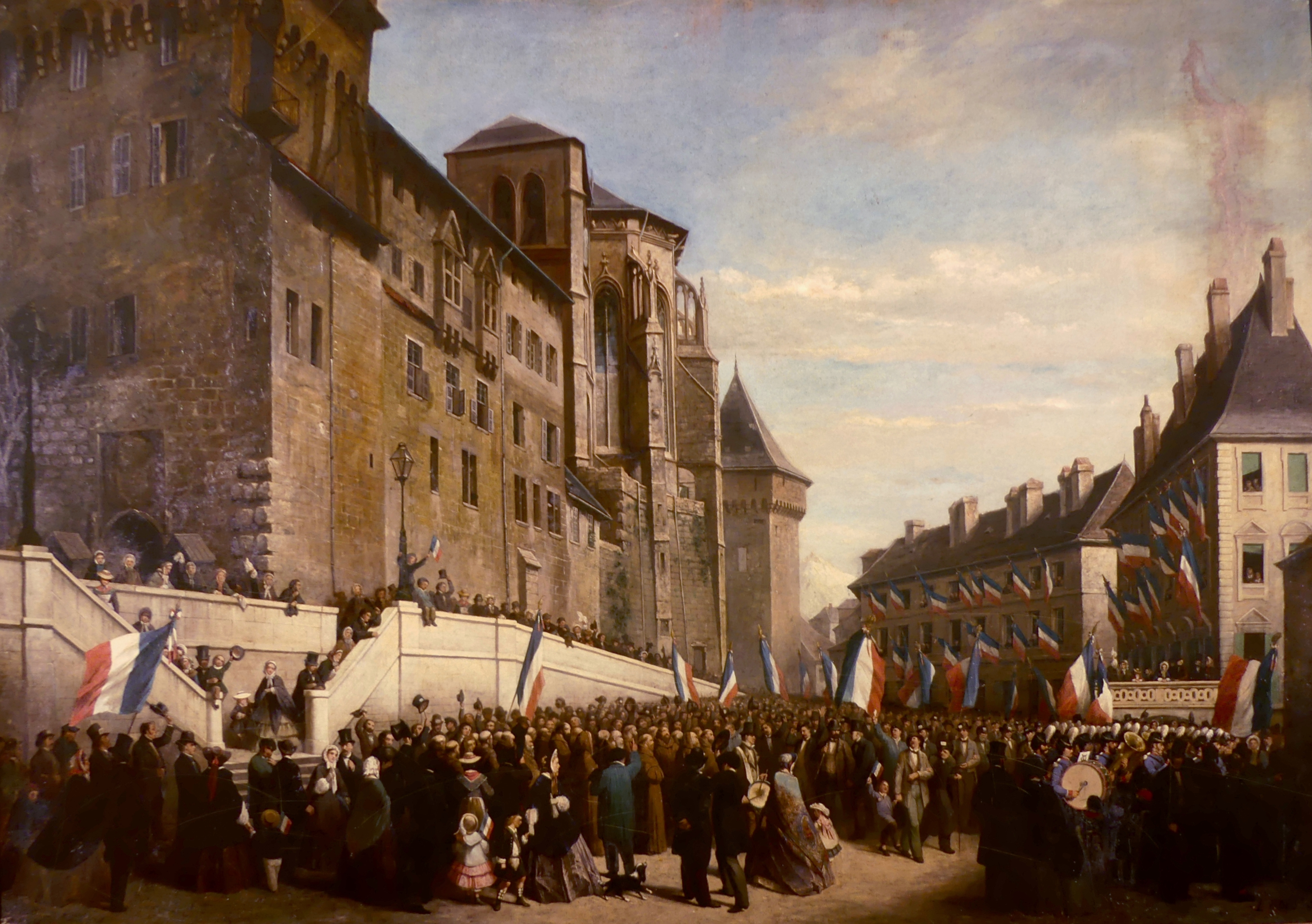
Chambériens brandissant des drapeaux français au pied du château des ducs lors du rattachement de la Savoie à la France en 1860.

Chronologie établie à partir de l'article de Jacques Lovie dans la Revue de Savoie, citée en annexes, ainsi que la chronologie de Sabaudia.org :
- 21 juillet 1858 : entrevue secrète de Plombières-les-Bains (Vosges) entre Napoléon III et Camillo Benso, comte de Cavour, président du Conseil du royaume de Sardaigne, durant laquelle se décide l'aide française au royaume dans sa lutte contre l'Empire autrichien en échange des territoires savoisiens et niçois. Un traité secret sera signé le 26 janvier 1859.
- 11 juillet 1859 : signature de l’armistice de Villafranca, à la suite duquel Napoléon III renonce au duché de Savoie et Cavour abandonne le pouvoir.
- 25 juillet 1859 : trente personnalités savoisiennes, menées par Gaspard Dénarié, posent une adresse au roi Victor-Emmanuel II lui demandant d'aviser « aux intérêts de la Savoie d'une manière conforme à ses vœux. »
- 28 juillet 1859 : douze députés savoisiens demandent au gouvernement de se préoccuper du sort matériel de la province savoisienne.
- 3 août 1859 : Le Courrier des Alpes, favorable à la France, est suspendu pour avoir réclamé pour le duché de Savoie les mêmes droits de vote de nationalité que les populations de l’Italie centrale (reprise des parutions le 1er décembre).
- Fin décembre/janvier 1860 : envois d'émissaires secrets français pour tâter l'opinion locale.
- 16 janvier 1860 : retour de Cavour au pouvoir.
- Février/Mars : positionnements en Chablais et Faucigny pour un rattachement à la Suisse. Réaction des conservateurs pour le maintien de l'unité savoisienne.
- 26 février 1860 : le gouvernement français repousse l'idée d'un duché de Savoie indépendant.
- 1er mars 1860 : Napoléon III annonce au Corps législatif son intention de « réclamer les versants français des montagnes ».
- 8 mars 1860 : vœu des conseils divisionnaires réunis à Chambéry en faveur du maintien de l'unité savoisienne.
- 12 mars 1860 : signature à Turin de la convention préliminaire secrète reconnaissant la cession du duché de Savoie et de Nice à la France. On retient le principe de consultation des populations.
- 21 mars 1860 : une délégation de 41 Savoisiens est reçue solennellement aux Tuileries par l’Empereur[9].
- 24 mars 1860 : signature et publication du traité d'Annexion, dit traité de Turin. Le traité n'indique pas les nouvelles délimitations de frontière ni les modalités de la passation de pouvoir ; ces points sont renvoyés à la signature de conventions ultérieures. Une convention d'août 1860, réglera les modalités et une convention de mars 1861, déterminera le tracé des nouvelles frontières. Un mémorandum secret est signé en même temps que le traité ; il permet l’entrée des troupes françaises en Savoie et à Nice dès la signature de cet instrument ; de même, les signataires conviennent que les autorités dans ces deux pays seront remplacées par des personnalités proposées par le ministère des Affaires étrangères français.
- 1er avril 1860 : en vertu du mémorandum secret, les troupes françaises entrent en Savoie et dans le pays de Nice.
- 15 et 16 avril 1860 : un plébiscite a lieu à Nice. 
 Le lendemain du scrutin, La Gazette de Gonzague Arson fait état d'énormes fraudes et proteste sans succès.
- avril 1860 : des émissaires français parcourent le Chablais et le Faucigny. Début de la mission du sénateur Armand-François-Rupert Laity (4 au 28 avril) en vue de la préparation du plébiscite.
- 22-23 avril 1860 : plébiscite.
- 23 avril 1860 : Giuseppe Garibaldi et Charles Laurenti-Roubaudi, députés de Nice, adressent leur démission au président du Parlement sarde ; protestant contre les fraudes intervenues à Nice, ils réservent leurs droits et ceux des Niçois pour l'avenir, « le pacte frauduleux ne pouvant les amoindrir ».
- 29 avril 1860 : proclamation des résultats officiels du plébiscite par la Cour d'appel de Savoie (Chambéry). À la question « La Savoie veut-elle être réunie à la France ? ». 130 533 voix sur 130 839 exprimés (135 449 inscrits) ont répondu « oui ».
- 14 juin 1860 : signature officielle de l’acte de transmission de souveraineté de Nice[10] qui est officiellement rattaché à la France[11].

## Plébiscite
En mars 1860, cependant, alors que le Piémont était en train d'annexer l'Émilie et la Toscane, Napoléon III accepta de sanctionner les acquisitions italiennes du Piémont en échange de Nice et de la Savoie. La France a annexé les provinces par les dispositions du traité de Turin, signé le 24 mars 1860. Il s'est ensuivi un  plébiscite profondément vicié à Nice les 15 et 16 avril et en Savoie les 22 et 23 avril, au cours duquel "apparemment et sans aucun doute" la grande majorité des habitants des deux territoires ont voté pour approuver le traité et rejoindre la France. La France prend formellement possession de Nice et de la Savoie le 12 juin 1860. Le vote est cependant profondément influencé par l'accord antérieur entre les autorités savoyardes-piémontaises et la France, faisant même des autorités savoyardes une part active dans la promotion d'un résultat favorable à la France : de nombreux Niçards sont exclus, pour diverses raisons, des listes électorales, tandis que sont inscrits de nombreux Français spécialement transférés, et les opérations se déroulent sous le contrôle des autorités françaises et avec la présence dans la ville de troupes françaises ne pas faire douter : par exemple, 119 marins niçois, stationnés sur les navires savoyards dans les différents ports, qui pouvaient voter librement, se sont exprimés ainsi : 114 pour rester en Italie et 5 pour passer en France. Cet événement a provoqué l'exode niçard, ou l'émigration d'un quart des Italiens niçards vers l'Italie.
La consultation populaire — ou plébiscite — a lieu au mois d'avril :
| Territoire | Date          | Inscrits | Votants | Favorable au rattachement | Votant « Oui et Zone franche » | Contre l'annexion | Abstention | Nuls (dont pro-suisse) | Armée           |
| --- | ------------- | -------- | ------- | ------------------------- | ------------------------------ | ----------------- | ---------- | ---------------------- | --------------- |
| Comté de Nice | 15 / 16 avril | 30 712   | 25 933  | 25 743                    | -                              | 160               | 4 779      | 30                     | -               |
| Savoie | 22 / 23 avril | 135 449  | 130 839 | 130 533                   | 47 000                         | 235               | env. 600   | 71                     | 6 033 sur 6 350 |
| Sources : Henri Ménabréa - Paul Guichonnet pour les chiffres de la Savoie / Conseil général des Alpes-Maritimes pour le Comté de Nice. |               |          |         |                           |                                |                   |            |                        |                 |

L'issue du plébiscite était nécessairement connue d'avance, les accords entre Victor-Emmanuel II et Napoléon III ayant été scellés antérieurement. En effet, le plébiscite n'a été mis en place que pour accompagner une décision princière, devant laisser penser à une volonté populaire savoisienne,.
Par le traité du 24 mars 1860, il fut convenu entre la France et la Sardaigne que la Savoie et Nice, après consultation de la population, seraient cédées à la France, et que la Toscane et la Romagne seraient également, après une consultation similaire, annexées à la Sardaigne. Aux termes du traité, l'annexion de ces territoires respectifs n'était pas moins avantageuse à Victor-Emmanuel qu'à Napoléon. Avec l'Autriche vindicative et puissante, et dans une position stratégique menaçante ; avec le pape outragé et désespéré, et aux commandes d'une armée qui s'attachait une large part du fanatisme de l'Europe, il n'y avait d'espoir pour l'Italie en lutte que dans une alliance plus ferme avec la France. Ce seul fait doit être trouvé une explication de la volonté du gouvernement sarde de se séparer d'une portion aussi considérable de son territoire. Il existait suffisamment de raisons pour lesquelles le roi et l'empereur tenaient également à ce que le peuple vote pour l'annexion.
L'article cinquième de la Constitution sarde prévoyait que les traités qui apporteraient des modifications dans les territoires de l'État ne prendraient effet qu'après avoir obtenu le consentement de la Chambre. Compte tenu de cette disposition, il était manifestement du devoir du gouvernement de soumettre le traité à la Chambre pour ratification avant que le vote populaire ne soit pris, dans la mesure où ce n'était qu'en vertu du traité que le peuple aurait le droit de voter. Mais il y avait des dangers dans cette manière de procéder que le gouvernement sarde ne manquait pas de prévoir. Le projet d'annexion n'était pas populaire au Parlement et risquait d'échouer. Giuseppe Garibaldi n'a pas hésité à élever la voix, à temps et à contretemps, contre elle ; et, ce qui était de la plus haute importance, comme montrant les désirs effrénés des personnes les plus touchées, "chacun des délégués de Nice et de Savoie au Parlement avait été élu avec l'entente expresse qu'ils devaient protester contre un tel transfert à un autre pouvoir." Dans le court laps de temps qu'il a permis d'effort, ils s'ont obtenus treize mil signatures à une protestation contre l'annexion. Compte tenu de ces faits incommodes, il fut résolu de différer une ratification par le Parlement jusqu'à ce qu'un vote populaire, unanime ou presque unanime, eût été obtenu. Peu importe, semble-t-il, que le traité, selon lequel le vote devait avoir lieu, n'ait réellement existé qu'après avoir été ratifié par la Chambre ; on résolut de procéder comme s'il avait été ratifié, et d'employer ensuite l'avantage tiré de cette procédure pour obtenir sa ratification.

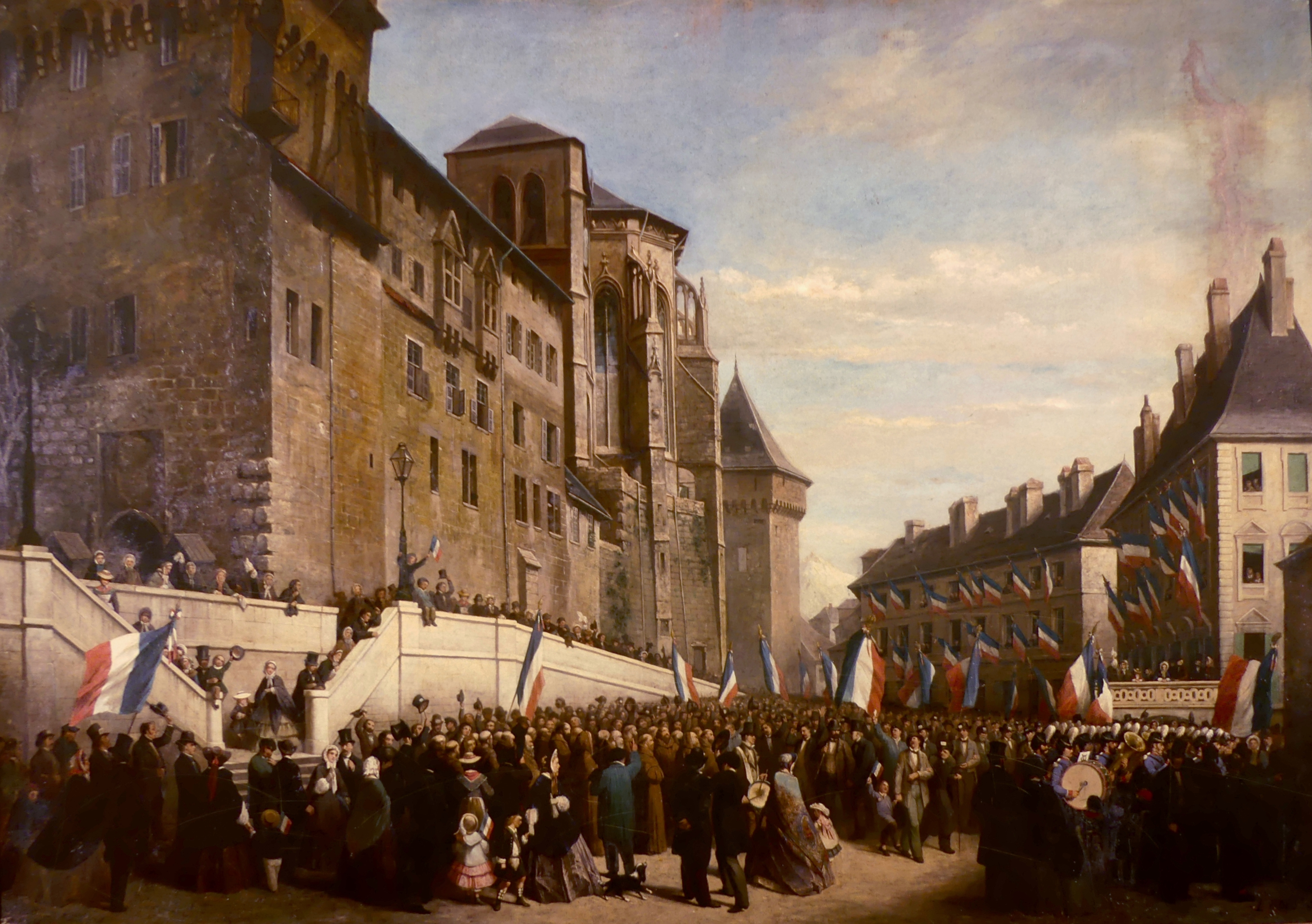
Citoyens de Chambéry plébiscitant l'annexion de la Savoie.

En conséquence, des mesures ont été instituées pour assurer un vote populaire tel que souhaité. Tout d'abord, les troupes sardes ont été retirées et leurs places ont été remplies par des garnisons françaises. L'opposition des Niçois à devenir Français se manifestait par le fait que les troupes, à leur entrée dans la ville, étaient si rudement reçues qu'elles étaient obligées de recourir à l'usage de la baïonnette. La junte municipale a envoyé un vote de remerciement aux membres du Parlement britannique qui s'étaient prononcés contre l'annexion française. Le consul de France écrivit à son gouvernement que, si un homme de guerre français ne venait pas à Villa Franca, sa propre vie et celle de sa famille ne seraient pas en sécurité. Après l'arrivée dudit navire, le rédacteur en chef de l'orgue français nouvellement créé,  L'Avenir de Nice , a été assiégé dans sa maison et obligé de se précipiter à Villa Franca pour se réfugier.
Tels étaient quelques-uns des indices du sentiment public au moment où les garnisons françaises prenaient place. Il était évident que les gens ne devaient pas être facilement intimidés.
Mais les efforts du gouvernement ne faisaient que commencer. Immédiatement après l'occupation du pays par les troupes françaises, fut publié un décret transférant le gouvernement civil des provinces à la France. Le gouverneur provisoire français, Lubonis, se hâta d'utiliser le pouvoir ainsi placé entre ses mains au profit de son maître impérial, et son exemple fut rapidement suivi par Lachinal. De nombreux maires et autorités locales étaient totalement opposés à l'idée de l'annexion française, et sans leur coopération, on estimait qu'un vote du peuple en faveur de la mesure ne pouvait être assuré. En conséquence, la circulaire suivante, complétée selon les besoins de chaque cas, a été publiée :

LE GOUVERNEUR D'ANNECY.
Considérant que Monsieur ——— , maire de la commune de ——— , semble n'avoir pas accepté favorablement les conséquences du traité du 24 mars dernier; considérant qu'il est important, dans les circonstances présentes, d'avoir à la tête de l'administration de chaque commune des hommes dévoués au nouvel ordre de choses ;
C'est décrété,
1. Monsieur ——— , actuel maire de la commune de ———— , est démis de ses fonctions.
2. Le conseiller municipal ——— est chargé, jusqu'à nouvel ordre, de l'administration de ladite commune.
3. Ce qui précède sera transmis à Messieurs ——— et ——— , pour leur avis.
(Signé) LACHINAL, Gouverneur Régent.
Annecy, avril 1860.

En commentant ce transfert de l'autorité civile aux seuls intérêts de l'Empereur, les journaux français firent preuve d'un zèle abondant. L'un d'eux, Le Bon Sens, a déclaré :

« Une chose très importante pour le succès de la grande votation à laquelle la Savoie va être appelée, c'est d'avoir à la tête de chaque commune un maire tout dévoué à l'annexion française, car c'est lui qui doit donner l'impulsion et présider aux opérations électorales. Nous demandons à tous les amis sincères de la France de surveiller attentivement leur administration communale. Nous ne doutons pas que le gouverneur de la province d'Annecy sera prêt, le cas échéant, à user des pleins pouvoirs dont il est revêtu, pour remplacer dans chaque commune tous les maires qui ne coopéreront pas loyalement à la grande cause de notre régénération nationale.

L'appareil militaire et civil ainsi en ordre, les autorités se consacrèrent alors à l'œuvre plus immédiate de fabriquer la majorité requise. Tout d'abord, le public a été informé non seulement qu'il était interdit de tenir des réunions pour discuter des affaires de Nice, mais aussi qu'aucune sollicitation de la part des opposants à l'annexion française ne serait autorisée, et qu'aucune pancarte ou circulaire ne serait autorisé à être publié par le parti italien. Dans le même temps, des documents de toutes sortes ont été émis par les officiers en autorité, faisant appel à leurs subordonnés et au peuple. Le gouverneur provisoire, Lubonis, publia une proclamation, dont voici la partie la plus importante :

« CITOYENS, Toute incertitude quant à notre avenir a cessé. Par le traité du 24 mars, le vaillant roi Victor-Emmanuel a cédé à la France la Savoie et l'arrondissement de Nice. Les motifs les plus puissants de la nécessité politique, les exigences de l'avenir de l'Italie, le sentiment de reconnaissance envers son puissant allié et, enfin, les circonstances exceptionnelles de notre pays, ont décidé, bien qu'à regret, notre cher souverain à séparer les provinces intimement liées depuis tant de siècles à sa dynastie. Le sort d'un peuple ne repose pas exclusivement sur le désir des princes. C'est pourquoi le magnanime Empereur Napoléon III et le loyal Victor Emmanuel ont voulu que ce traité de cession soit renforcé par l'adhésion populaire... Toute opposition devrait tomber impuissante devant l'intérêt du pays et le sentiment du devoir. D'ailleurs, elle trouvera un obstacle insurmontable dans les vœux mêmes de Victor Emmanuel... Concitoyens, la mission que le Roi m'a confiée est éphémère mais importante. Pour remplir ma tâche dans cette conjoncture extraordinaire, je compte sur l'appui de votre coopération, sur votre respect de la loi et sur le haut degré de civilisation auquel vous vous êtes élevés. Hâtez-vous donc de confirmer par vos suffrages la réunion de votre pays à la France. En nous faisant l'écho des intentions du Roi, déployons la bannière de cette noble et grande nation qui a toujours excité nos vives sympathies. Rassemblez-vous autour du trône du glorieux Empereur Napoléon III. Entourons-la de la même fidélité, si particulière à notre pays, que nous avons toujours conservée jusqu'à ce jour à Victor Emmanuel. Quant à cet auguste prince, gardons parmi nous le culte des souvenirs passés, et élevons d'ardentes prières pour sa nouvelle et brillante destinée. Au grand Napoléon III, dont la volonté puissante et ferme est d'ouvrir une nouvelle ère de prospérité pour notre pays, notre fidélité inflexible, ainsi que notre dévouement respectueux, vont maintenant commencer.
Vive la France !
Vive L'Empereur Napoléon III !
Le Gouverneur Provisionnel, LUBONIS."

Une proclamation semblable à celle de Lubonis fut émise par Malaussena, maire de Nice ; et enfin, comme pour couronner le tout, l'évêque s'avança dans le même intérêt, appelant tous les membres fidèles de l'Église à voter pour l'annexion. Et ce n'était pas tout. Le Comité français adressa à tous les fonctionnaires une circulaire portant le sceau du gouvernement et sollicitant l'appui de toutes les autorités de la ville et de la campagne. Se référant aux avantages à retirer de l'annexion, le Comité a utilisé ces mots:

« Nous sommes convaincus que le gouvernement impérial récompensera le peuple de l'unanimité de son vote, et proportionnera la récompense selon la bonne disposition qu'il aura manifestée. Sans énumérer ici les immenses et incontestables avantages de toute nature que notre pays retirerait de son annexion au grand Empire français, nous considérons qu'il est de notre devoir de nous adresser à tous nos amis et correspondants, non seulement pour stimuler leur zèle en faveur de la cause commune, et les engager à user de toute leur influence pour assurer le succès du vote dans l'intérêt français, mais aussi qu'ils veillent attentivement et nous signalent les démarches qui ont été faites dans un intérêt contraire par les opposants, afin que les mesures nécessaires soient prises pour neutraliser les influences hostiles aux intérêts du pays. Auriez-vous la bonté, M. ——— , d'en accuser réception, et de nous faire connaître l'esprit de votre population, et celui des autorités locales ?"

Les « mesures nécessaires » auxquelles le comité faisait allusion étaient amplement prévues. Une somme d'argent avait été mise à leur disposition par le gouvernement français ; et de cela il est dit de bonne source que 3.000.000 de francs ont été utilisés dans le travail direct de corruption, non compris les dépenses du gouvernement le jour du vote. Des buvettes et des « cafés » étaient érigés spécialement à cet effet par les fonctionnaires, et une cocarde tricolore ou un billet de vote avec "oui" dessus donnait droit à la jouissance gratuite de tous leurs privilèges.
Un autre moyen qui faisait appel au zèle religieux du peuple était celui de bénir les étendards du parti impérial. Cette bénédiction officielle des drapeaux français était calculée pour produire un immense effet sur la population ignorante et quelque peu superstitieuse. L'autorisation s'est déroulée de la manière suivante :

« MM. les Commissaires distribueront les drapeaux que MM. les Curés sont autorisés, voire invités à bénir. Ces étendards seront en l'occurrence présentés par la Commune, à la tête des habitants, à MM. les Curés, qui les recevront à l'entrée de l'église. Enfin, vous comprendrez l'importance que j'attache à cette dernière recommandation. - sera immédiatement démoli."

A côté de cela était affiché le manifeste officiel suivant :

« Le Maire de Bonneville fait savoir que le Conseil Communal assistera à la bénédiction des drapeaux que le Gouvernement Impérial a présentés à la Commune ; que cette cérémonie religieuse aura lieu le dimanche 22, à sept heures du matin ; que le « cortège » quittera l'Hôtel de Ville pour se rendre à l'église. Tous les électeurs sont invités à cette cérémonie, qui précédera immédiatement l'ouverture des urnes. s et les couleurs nationales.Tous les habitants sont invités à décorer leurs maisons de drapeaux aux mêmes couleurs.
"Le Gouvernement Impérial a fait ses débuts par un bénéfice signalé en nous donnant la zone douanière, qui nous a été jusqu'ici refusée. Il nous assure la prospérité du pays. Sa générosité ne s'arrêtera pas là. notre reconnaissance à l'Empereur.Laissons libre cours à nos sympathies si longtemps retenues, et prouvons par un vote compact et unanime que nous sommes autant Français que l'étaient nos pères.
Vive l'Empereur !
Vive la France!
(Signé) Dufour,  Maire.

A l'approche du jour du vote, le Comité central publia la circulaire suivante :

« MONSIEUR, Le Comité central annexionniste, dont les travaux n'ont pas été restreints, vous a nommé membre du Comité spécial pour la paroisse de ———. Vous aurez la bonté, Monsieur, de concerter avec vos collègues, MM. ."

En plus de toutes les autres pressions, les autorités policières locales déclarèrent ouvertement que des listes de « proscrits » seraient dressées, et que ceux qui s'abstiendraient de voter seraient punis dès qu'ils deviendraient sujets français. Les mêmes autorités reçurent l'ordre du quartier général de Nice de rassembler les paysans le jour du vote et de les faire entrer en ville tambour battant et drapeaux français flottant à leur tête. Un Anglais, qui était à Nice au moment de l'élection, décrit ainsi ce qu'il a vu :

"Le premier objet qui me vint à l'esprit, en entrant dans Nice le 15 au matin, fut un cortège de gens de la campagne entrant en ville. En tête du cortège se trouvait un gros curé, bras dessus bras dessous avec le syndic du village et un autre fonctionnaire; derrière trente ou quarante rustiques, quelques-uns extrêmement ivres, quoique tôt le matin, portant des drapeaux, battant des tambours et acclamant d'une manière irrégulière et larmoyante. Les rues étaient encombrées de personnes portant des tricolores cocardes et portant le oui billet de vote dans leurs chapeaux. Les soldats français, dont il y avait une abondance d'aspersion, se mêlaient librement à la foule, bien qu'un bataillon ait marché jusqu'à Villa Franca, pour donner aux autorités l'occasion de dire que, afin de ne pas influencer le vote, une partie des troupes françaises avaient quitté la ville. Les urnes ont été placées dans le Collège national, et là je me suis rendu pour regarder le processus de vote. Le peuple s'est entassé et a voté avec à peine un défi, les listes des inscrits étaient affichées à l'extérieur ; mais d'abord les votes ont été donnés trop rapidement pour permettre aux scrutateurs d'exercer un contrôle. Le ticket oui était distribué gratuitement dans les rues ; des hommes se tenaient aux coins comme s'ils faisaient de la publicité pour des médicaments charlatans, et vous donnaient un certain nombre de "ouis", mais j'ai essayé à la fois dans les magasins et dans les rues de me procurer un "non" sans succès. Un rustre que j'ai vu sur le point de voter deux billets. Je lui ai demandé si telle était son intention, et il a naïvement répondu : « Pourquoi pas ? « Oh, dis-je, ce ne sera pas juste ; donne-m'en un » — ce qu'il fit aussitôt avec beaucoup de bonhomie. Un autre homme à qui j'ai parlé m'a dit qu'il était fortement opposé à devenir français — qu'il avait deux fils au service de la Sardaigne, l'un dans l'armée et l'autre dans la marine, que lui-même était un pauvre batelier, et qu'il avait voté « oui » contre son penchant, parce que la police lui avait dit que s'il ne le faisait pas, il serait emprisonné, que le roi qu'il aimait le voulait — que l'Angleterre et toutes les puissances le voulaient — et que, quant à son vote dans le sens contraire, il se mettrait tout bonnement dans la bagarre. e et ne faire aucun bien. Mais il dit promptement : « Je n'ai pas applaudi et je ne porterai pas de cocarde. Comme tous les scrutateurs étaient nommés par Pietri (l'agent de la police française) et qu'ils détenaient les clés des urnes, il n'y avait, bien sûr, aucune sécurité contre le fait qu'un nombre quelconque de billets "oui" y soient placés en privé."
Le même témoin écrivit ensuite de Bonneville, où il se trouvait par hasard le jour du vote en Savoie :

« Le 22 au matin, je me retrouvai à Bonneville dans le Faucigny ; mais un changement considérable s'était opéré dans la situation depuis que je l'avais quitté moins d'un mois auparavant. De chaque maison, et presque à chaque fenêtre de chaque maison, agitaient des drapeaux français. splendeurs de rouge, de blanc et de bleu. La boutique des libraires, où j'avais entendu des sentiments fortement hostiles à la France, arborait maintenant une gigantesque bannière ; mais, plus remarquable que tout, la maison du candidat qui avait contesté Bonneville trois semaines auparavant sur l'intérêt suisse, par opposition aux Français, était maintenant décorée de drapeaux français. Mes vieux amis étaient introuvables ; le Comité s'était évaporé, et dans toute la ville où le sentiment de parti avait récemment gagné si haut, et où l'annexion anti-française était rampante et ouvertement exprimée, il n'y avait pas un syllabe à entendre contre elle. Un petit boutiquier, que je connaissais jadis comme un anti-français furieux, était maintenant à grand-peine extirpé de son arrière-boutique, et avouait avoir voté en faveur de la France pour se préserver. 'Que pouvais-je faire?' a-t-il dit; le concierge de la ville m'a apporté ce matin deux billets, avec un message de l'intendant que si je ne les votais pas, ce serait pire pour moi. Il me demanda aussi où était mon drapeau français et me conseilla, si je tenais à ma liberté, d'en montrer un sans tarder. Voilà le drapeau, et voici l'autre bulletin de vote ; un semblable que je viens de voter, mais celui-ci je vous le présente."
'BULLETIN DE VOTATION.
La Savoie veut-elle être réunie à la France ?
Oui et Zone.'
"Mon informateur m'a dit que chaque électeur avait reçu son billet des autorités de police, et il a souri quand je lui ai demandé où je pouvais me procurer un billet "non". L'adjonction du mot "Zone" m'a semblé curieuse, et j'ai demandé l'objet de son insertion dans le bulletin de vote. Le dispositif était ingénieux. Les autorités, craignant que le peuple n'ait pas le courage de voter "non", n'aient l'audace de s'abstenir de voter du tout, ont laissé entendre qu'une telle démarche n'empêcherait pas leur annexion, mais qu'elles perdraient ainsi leur zone commerciale ou frontière libre avec la Suisse, dont dépendait leur prospérité future, c'est-à-dire qu'en votant elles seraient annexées. d et obtenir leur zone, en s'abstenant, ils seraient également annexés, mais ruinés. Par une récente circulaire française, je vois qu'il a déclaré que le désir de l'Empereur de respecter les conditions de neutralité, telles qu'énoncées dans l'article quatre-vingt-douzième du traité, l'a incité à accorder la zone. Elle a été inventée à l'origine comme une « esquive » électorale, et a servi admirablement son objectif, étant utilisée soit comme un pot-de-vin, soit comme une menace.

Tels furent les moyens par lesquels l'hostilité de Nice et de la Savoie à l'annexion française se transforma en une déclaration presque unanime en sa faveur. En toutes circonstances, un tel spectacle de supercherie organisée serait une chose pénible à contempler. Il est possible d'imaginer une situation dans laquelle le chef de la nation, pour des raisons politiques, pourrait soumettre une question déjà tranchée à la ratification de son peuple sans autre résultat néfaste que celui qui risquerait d'être infligé au peuple lui-même. Mais dans le cas de la Savoie et de Nice, il y avait un élément dans la transaction qui en faisait un outrage au sentiment libéral de l'Europe et du monde. Nous nous référons aux déclarations répétées selon lesquelles le vote serait parfaitement "libre". L'article premier du traité stipulait qu'« il est entendu entre Leurs Majestés que cette réunion s'opérera sans aucune contrainte sur la volonté du peuple, et que le gouvernement du roi de Sardaigne et celui de l'empereur des Français s'entendront au plus tôt sur les meilleurs moyens d'arriver et de confirmer la manifestation de cette volonté ». Peu de temps après la formation du traité, une députation de Nice attendit Victor Emmanuel, lorsqu'il leur assura "qu'il avait stipulé comme condition de cette cession un vote libre de toute pression extérieure, et promis que, si une occupation militaire avait lieu, ou si la condition était violée de quelque manière que ce soit, il protesterait"; et encore, dans la proclamation par laquelle il libérait ses sujets de Nice et de Savoie de leur allégeance, il leur donnait cette assurance : « En aucun cas ce grand changement de votre destinée ne vous sera imposé ; il doit être le résultat de votre libre consentement. Telle est ma ferme résolution ; telle est aussi l'intention de l'Empereur des Français. Enfin, à la Chambre des députés, lorsque la vigoureuse protestation de Garibaldi semble devoir mettre un terme à toute la transaction, la confiance ne revient que lorsque le comte Cavour assure aux députés que le vote doit être absolument libre ("pienamente libero"). Et pourtant, devant toutes ces assurances les plus solennelles, qu'avons-nous vu ? Les troupes italiennes enlevées et les troupes françaises mises à leur place; toutes les charges civiles importantes remplies de Français, ou d'hommes dévoués au soutien de la cause française ; des circulaires officielles et des pancartes prônant l'annexion éparpillées partout, tandis qu'aucune publication d'un sentiment opposé n'était autorisée nulle part ; des urnes sous le contrôle exclusif d'officiers français ; les bulletins favorables à l'annexion distribués partout par la police, tandis que les bulletins opposés à l'annexion ne pouvaient se procurer que par envoi à Genève ; des prêtres bénissant les drapeaux présentés par l'Empereur, et faisant appel aux consciences de leur peuple en faveur de la France ; l'argent, ainsi que la vie et la boisson générales gratuites, fournies par les agents impériaux; et, enfin, le peuple, au son de la musique française et des banderoles françaises flottantes, a défilé « en masse » vers les urnes, prêtre et maire bras dessus bras dessous en tête. Tel fut le "vote libre" vanté avec la sanction et l'aide duquel Nice et la Savoie furent annexées à la France.

## Contestation du traité
(avril 2022).
- Si vous ne connaissez pas le sujet, laissez ce bandeau (vous pouvez alors contacter les auteurs).
- Si vous supprimez le contenu mis en cause (vous pouvez préalablement contacter les auteurs),

argumentez précisément cette suppression dans la page de discussion
(un manque de référence n'est pas un argument ; une recherche réelle de référence doit avoir été effectuée, être formellement documentée).
Des Savoyards ont défendu, et défendent, la thèse d'une caducité du traité de Turin. Parmi ceux qui ont obtenu une audience, la Ligue savoisienne, mouvement indépendantiste qui, depuis 1994, reprenant le discours de mouvements antérieurs, notamment Savoie Libre, apparu dans les années 1970 et animé par Henri Dénarié, fait reposer la légitimité de son mouvement sur la dénonciation de points du traité qui n'ont ou n'auraient pas été respectés, notamment :
- la ratification peu représentative par le Parlement de Turin — conformité discutée de l'article 7 du traité de Turin — selon eux seuls 3 députés savoisiens sur 18 se seraient alors déplacés pour cette ratification : l'argument est employé de façon assez fallacieuse, le traité a malgré ce possible manque d'enthousiasme été ratifié le 29 mai 1860 par les chambres sardes[29] ;
- le non-respect de la neutralité en Savoie du nord pendant la Première Guerre mondiale ;
- la suppression de la zone neutre et de la grande zone franche en 1919[30], effective en 1923.
- le non-respect des clauses prévues dans l'article 44 du traité de paix du 10 février 1947, fixant les modalités de remise en vigueur des traités bilatéraux entre la France et l'Italie signés avant la guerre, qui devaient être notifiés à l'Italie dans les six mois après l'entrée en vigueur du traité, soit le 14 mars 1948, et enregistré auprès des Nations unies[31].

Cette utilisation stratégique, dans leur discours, a permis de sensibiliser essentiellement des adhérents, puis un électorat dans les zones du Faucigny (« vallée du décolletage »), du Chablais et celle frontalière avec Genève.
Parallèlement, à Nice, un mouvement séparatiste semblable à la Ligue savoisienne, la Ligue pour la restauration des libertés niçoises (LRLN), considère ce traité comme une « annexion scélérate ». Dans son ouvrage Nice demain l'indépendance, Alain Roullier-Laurens, président-fondateur de la LRLN, décline les courriers diplomatiques et le mécanisme des fraudes intervenues lors du plébiscite d'annexion à Nice les 15 et 16 avril 1860.
Le 24 mars 2010, à Genève, Alain Roullier-Laurens, pour la Ligue pour la restauration des libertés niçoises, et Jean de Pingon, fondateur de la Ligue savoisienne, signent une déclaration commune réclamant l'abrogation du traité de Turin et « qu'en vertu du Droit des Peuples à disposer d'eux-mêmes, une consultation électorale soit organisée par l’ONU dans ces deux pays [la Savoie et Nice], afin que les Niçois et les Savoisiens puissent librement décider de leur destin. »
Le 6 avril 2010, Yves Nicolin, député de la Loire, dépose une question écrite au ministre de l'Intérieur et des Collectivités territoriales, à propos de l'abrogation du traité de Turin et des graves conséquences nationales et internationales qui pourraient en résulter : « le traité d'annexion de la Savoie du 24 mars 1860 a été ou non enregistré auprès du secrétariat général de l'ONU et, si cela n'est pas le cas, quelles mesures sont prises par le Gouvernement pour traiter les problèmes subséquents au plan juridique interne ? »,,. Cette question est proche de l'argumentation développée par Jean de Pingon, puis reprise par Fabrice Bonnard,,,. Le ministère des Affaires étrangères et européennes répond quelques jours plus tard (le 15) : « Le ministère des affaires étrangères et européennes confirme que ce traité est toujours en vigueur. S'il est exact que le traité de Turin du 26 mars 1860 doit être enregistré au secrétariat de l'Organisation des Nations unies en vertu de l'article 44 du traité de Paris du 10 février 1947, l'absence d'un tel enregistrement n'a aucune incidence sur l'existence ou la validité de ce traité. » Toutefois, « le ministère des affaires étrangères et européennes a néanmoins pris, d'ores et déjà, toutes les dispositions utiles pour que le traité de Turin du 24 mars 1860 soit bien enregistré dans les meilleurs délais auprès du secrétariat de l'Organisation des Nations unies. »
Le 5 juillet[réf. nécessaire], Jean de Pingon fait parvenir au secrétaire général des Nations unies un mémoire établissant que le traité d'annexion de la Savoie n'a pas été notifié à l'Italie, qu'il est ainsi définitivement abrogé et ne peut être enregistré auprès de l'ONU. Il sollicite également toutes les puissances signataires du traité du 10 février 1947 afin qu'elles s'opposent à la démarche du gouvernement français auprès de l'ONU. Le 4 août, l'hebdomadaire satirique Le Canard enchaîné relate l'affaire en confirmant que le traité d'annexion n'a pas été notifié à l'Italie dans les délais prescrits par le traité de paix du 10 février 1947 et qu'il n'a pas été enregistré au Secrétariat des Nations unies.
Le 25 décembre 2012, Jean de Pingon rend public le succès de ses démarches notamment une lettre en date du 15 décembre 2009, par laquelle le chef de la section des traités du bureau des affaires juridiques de l'ONU notifie l'absence d'enregistrement auprès de l'ONU du « traité relatif à la réunion de la Savoie et de l'arrondissement de Nice à la France du 24 mars 1860 ». De son côté, Yves Nicolin relance le sujet de l'enregistrement promis en 2010 du traité par le ministère des Affaires étrangères, lors d'une question publiée au Journal officiel le 13 novembre 2012 qui reçoit une réponse le 8 janvier 2013. En effet, cette absence d'enregistrement « en vertu de l'article 44 du traité de paix avec l'Italie signé à Paris le 10 février 1947, les traités antérieurs (au rang principal desquels se trouve le traité de Turin du 24 mars 1860) n'ayant pas été notifiés à l'Italie (art. 44, paragraphe 1er) puis enregistrés à l'ONU (art. 44, paragraphe 2) seraient expressément « tenus pour abrogés » (art.44, paragraphe 3). » La réponse du ministère des Affaires étrangères indique que le « 1er mars 1948, notre chargé d'affaires à Rome, M. Geoffroy de Courcel, a notifié aux autorités italiennes par « note verbale » la liste des conventions franco-italiennes que le gouvernement français, conformément aux dispositions de l'article 44 du traité de paix, souhaitait remettre en vigueur. Le traité de Turin du 24 mars 1860 sur la réunion de la Savoie et du comté de Nice à la France y figurait », précisant que l'absence d'enregistrement auprès de l'ONU n'a « aucune incidence sur la validité de celui-ci. » La réponse précise également que le secrétariat des Nations unies a pour « politique constante de ne pas enregistrer les traités historiques antérieurs à la mise en place de l'organisation. » Les deux réponses reçues par le député Yves Nicolin ne le satisfaisant pas, ce dernier fait une nouvelle demande de précision quelques mois plus tard. En effet, il existe un décalage entre la volonté par un ministre des Affaires étrangères en 2010 de vouloir faire enregistrer le traité auprès de l'ONU et la seconde réponse par un nouveau ministre en 2013 d'indiquer simplement que cet acte n'était pas obligatoire. Dans sa réponse publiée le 25 juin 2013, le ministère des Affaires étrangères reprend en grande partie sa réponse précédente.